# Frank Brunet
Frank Brunet (* 1970) ist ein französisch-deutscher Schauspieler, Musicaldarsteller und Sänger (hoher Bariton).

## Leben
Brunet wuchs in Frankreich auf, besuchte mehrere Schauspielschulen – darunter das Institut für Schauspiel Berlin und das Actor´s Centre in London. Nach privaten Darstellerstudien bei Christine Schuster und einem Regielehrgang an der Filmhochschule Babelsberg, begann seine Laufbahn an Theatern in Paris, Durban und Berlin. Auch in Film und Fernsehen ist er seither zu sehen.
In den Jahren 2002 bis 2004 wirkte er in allen 13 Folgen der deutschsprachigen Version des Sprachkurses extr@ in der Rolle des Nic mit.
Er spielte in der deutschen Erstaufführung von Sunset Boulevard. Von 2008 bis 2009 trat Frank Brunet in der Rolle des Harry in Mamma Mia! im Theater am Potsdamer Platz in Berlin auf. 2009 war er erstmals in der gemeinsam konzipierten Musical-Revue Wer ist Herr Bunbury? mit Bühnenpartnerin Dagmar Gelbke zu sehen. Das Stück mit Texten, die an Oscar Wilde angelehnt sind und mit der Musik von Gerd Natschinski aufgeführt wird, wurde von Maik Damboldt choreografiert. Seit dem Beginn der Spielzeit 2009/10 ist Frank Brunet Ensemblemitglied der MusicalCompany des Theater für Niedersachsen in Hildesheim. Er ist zudem Dozent an der Berliner Schauspielschule Cool Kids.

## Theater (Auswahl)
- 1989: Faust, Atelier Lyrique Europeen, Paris
- 1991: Romeo und Julia, Natal Performing Arts Council, Durban
- 1992–93: JazzLeggs, Friedrichstadtpalast, Berlin
- 1995: Piaf, Theater am Kurfürstendamm, Berlin
- 1993–95: My Fair Lady/Blue Jeans/La Cage aux Folles, Theater des Westens, Berlin (Regie: Helmut Baumann)
- 1996: Sunset Boulevard, Rhein Main Theater, Wiesbaden (Regie: Prof. Peter Weck)
- 1997: A Chorus Line, Theatre Royal, Plymouth
- 1999: Kiss Me, Kate, Park Theater, Augsburg
- 2002: Piaf, Theater Heilbronn
- 2004: Fallen Angels, Komödie im Bayerischen Hof, München
- 2005: Wie einst im Mai, Schlossparktheater, Berlin
- 2006: Skapespeare, Mörder, Pulp & Fiction, Tribüne, Berlin (Eigenregie)
- 2007: Dance Fever, Schillertheater, Tournee
- 2007: Jedermann, Berliner Dom (als Spielansager; Regie: Brigitte Grothum)
- 2007: Zirkus Schardam, Theater der kleinen Form, Berlin (Eigenregie)
- 2008: Irma La Douce, Tribüne, Berlin
- 2008–09: Mamma Mia!, Theater am Potsdamer Platz, Berlin
- 2009: Der geheime Garten, Theater für Niedersachsen (TFN), Hannover/Hildesheim
- 2009–10: Wer ist Herr Bunbury?, Kleines Theater am Südwestkorso, Berlin und TFN, Hildesheim
- 2010: On the Town, TFN Hannover/Hildesheim
- 2018: Heidi, MuseumsQuartier, Wien

## Fernsehen (Auswahl)
- 1989: Die große Kapriole (La grande Cabriole) (Antenne 2, France)
- 1993: Spanish Rosa (Troubadour, USA)
- 1995–99: Gute Zeiten, schlechte Zeiten (RTL)
- 1999: Für alle Fälle Stefanie (SAT.1)
- 2000: Unter uns (RTL)
- 2001: Unser Papa, das Genie (ZDF)
- 2001: Herzschlag (ARD)
- 2001: In aller Freundschaft (ARD)
- 2001: Streit um drei (ZDF)
- 2002: Unser Papa, das Genie (Das Erste)
- 2002: Ich lass mich scheiden (ZDF)
- 2002–2004: extr@ Comedy (Channel 4/United Kingdom)
- 2005: Gute Zeiten, schlechte Zeiten (RTL)
- 2009: Anna und die Liebe (SAT.1)